# Natalia Roshchina
Natalia Nikolaevna Roshchina (6 de diciembre de 1954) es una entrenadora rusa de natación. Posee el título de Entrenadora Honorífica de Rusia y ha formado parte del cuerpo técnico de la selección nacional de natación de Rusia desde 1995.

## Biografía
Natalia Nikolaevna Roshchina nació el 6 de diciembre de 1954. Fue la primera Maestra de Deportes de la URSS en natación de la ciudad de Omsk.
Es graduada de la Academia Siberiana de Cultura Física.
En 1985, se formó un equipo de entrenadores en la piscina "Irtysh" en Omsk con la participación de Natalia Roshchina. Este equipo reunió a ex atletas y entrenadores entusiastas. Los miembros fundadores fueron: Roshchina N.N., Sludnov A.V., Rudzit I.R. y Kachan (Bezkrovnaya) S.A.
El equipo comenzó su trabajo en el departamento de natación de la DSO "Vodnik" en la escuela deportiva. En los años 90, tras una serie de reformas organizativas, el equipo se trasladó a la piscina "Albatros", donde continuó sus actividades dentro de la Escuela Deportiva Juvenil Especializada de Reserva Olímpica del VDFSO de Sindicatos.

## Carrera
Desde 1995, Natalia Roshchina ha sido parte del cuerpo técnico de la selección nacional de natación de Rusia. Trabaja en la ciudad de Omsk y se especializa en entrenar a atletas en todos los estilos de natación.
Su primer gran éxito se produjo en 1994-1995, cuando su pupilo Dmitri Chernishev ganó el Campeonato de Rusia en piscina corta en los 200 m mariposa. Más tarde, llegó la exitosa carrera de Roman Sludnov, quien se convirtió en el primer nadador en el mundo en nadar los 100 m braza en menos de un minuto.
Bajo su dirección, Sludnov se convirtió en medallista de bronce en los Juegos Olímpicos de 2000 en Sídney, tres veces campeón mundial, seis veces récord mundial, seis veces campeón europeo y doce veces récord europeo.
Entre sus logros recientes está la medalla de plata ganada por Martin Maliutin en los Juegos Olímpicos de 2020 en Tokio (celebrados en 2021) en el relevo 4×200 m estilo libre.
Hoy en día, el equipo de entrenadores dirigido por Natalia Roshchina sigue trabajando. El equipo incluye a los instructores A.V. Moskovenko, K.V. Lazarenko y la propia Roshchina. El equipo se dedica activamente a descubrir y desarrollar jóvenes atletas talentosos, preparándolos para competiciones nacionales e internacionales.

## Estudiantes destacados
- Roman Sloudnov — Maestro de Deportes Honorífico de Rusia, medallista de bronce en los Juegos Olímpicos de 2000, múltiple campeón mundial y europeo, récord mundial en varias ocasiones.
- Martin Maliutin — Maestro de Deportes Honorífico de Rusia, medallista de plata en los Juegos Olímpicos de 2020, campeón europeo en tres ocasiones en 2021.
- Artiom Sludnov — Maestro de Deportes Internacional de Rusia
- Elena Karpeeva — Maestro de Deportes Internacional de Rusia
- Agata Voloshchuk — Maestro de Deportes Internacional de Rusia
- Tatiana Ponomarenko — Maestro de Deportes Internacional de Rusia
- Anton Agheshkin — Maestro de Deportes Internacional de Rusia

Entre sus otros pupilos se encuentran múltiples ganadores y medallistas de campeonatos nacionales de Rusia, campeonatos juveniles, así como participantes en competiciones europeas juveniles y Maestros de Deportes: Nikolái Ninevolin, Yuri Chubatov, Stanislav Panov, Vitali Miroshnichenko, Mijaíll Strelets, Igor Ivakin, Olesya Malykh, Andréi Botvin y Valeria Vaselenok.

## Familia
Su hijo, Roman Sloudnov, es medallista de bronce olímpico y el primer nadador en el mundo en nadar los 100 m braza en menos de un minuto. Natalia Nikolaevna ha sido no solo su madre, sino también su entrenadora personal a lo largo de toda su carrera.